# Crataegus pycnoloba
Crataegus pycnoloba är en rosväxtart som beskrevs av Pierre Edmond Boissier och Heldr.. Crataegus pycnoloba ingår i Hagtornssläktet som ingår i familjen rosväxter. Inga underarter finns listade i Catalogue of Life.